# Lao-c’
Lao-c' (čínsky 老子, pinyin Lǎozi, Wade-Giles Lao Tzu; romanizovaný také jako Lao Tse, Lao Tu, Lao-Tsu, Laotze, Laosi, Laocius a v dalších variantách) je jedna z nejvýraznějších postav čínské filosofie, jejíž historická existence je nejistá. Čínská tradice umísťuje jeho život do 6. století př. n. l., řada moderních sinologů posouvá jeho život do 4. století př. n. l., případně jej považuje za kompilát postav několika filosofů z těchto období. Je legendárním zakladatelem taoismu a autorem jeho základního spisu Tao Te ťing.

## Jména
Laozi je čestný titul. Lao (老) znamená „ctihodný“ nebo „starý“, tak jako v moderní mandarínské čínštině laoshi (老师) „učitel“. Zi (子), v české transliteraci c' je v tomto kontextu obvykle překládáno jako „mistr“. Zi bylo ve staré Číně používáno jako čestná přípona, která označovala „mistra“ nebo „pana“. V populárních biografiích bylo Lao-c'ovo křestní jméno Er, příjmení Li (což tvořilo jméno Li Er 李耳) a jeho jménem v dospělosti bylo Boyang. Tan (pinyin: Dan) je posmrtné jméno, takže se o něm někdy mluví jako o Li Tanovi (李聃) nebo Lao Tanovi.

## Život
Životopisné údaje jsou krajně nejisté. Jediným starověkým biografickým zdrojem jsou Zápisky historika z pera S‘-ma Čchiena, který žil v letech 145–86 př. n. l., tedy asi 400 let po Laovi.
Lao-c' podle něj pocházel z vesnice Kü-čchen v kraji Li, okresu Ku v lenním státě Čou. Jeho rodné jméno znělo Li (Lao-c' je později přijaté jméno, jež znamená „Starý mistr“), osobní jméno Li, mužské Po-jang a čestný posmrtný titul Tan.
Byl historikem státního archivu v Čou, z mnohých knih, o které pečoval, také pramenila jeho moudrost. Zde s ním podle S'-ma Čhiena konzultoval problém pohřebního obřadu i Konfucius. Toto údajné setkání s Konfuciem je také hlavním důvodem, proč je Lao-c' tradičně považován za autora 6. století př. n. l. Během schůzky prý Lao Konfucia obvinil z pýchy a ctižádosti, Konfucius pak prý měl pocit, že mluvil s „drakem“. Doslova měl Lao Konfuciovi říct: „Nalezne-li urozený člověk svou dobu, povznese se; nenalezne-li ji, odejde a nechá růst plevel. Slyšel jsem, že dobrý obchodník pečlivě skrývá své poklady, jako by měl v domě bídu; že urozený muž dokonalé ctnosti se navenek jeví jako hlupák. Vzdej se, příteli, své pýchy a svých rozmanitých přání, svých vnějších gest a ctižádostivých plánů. To vše je pro tvé vlastní já bezcenné. Víc ti nemám co říci.“ Konfucius pak prý svým žákům řekl: „Ptáci – vím, že dovedou létat; ryby – vím, že dovedou plavat; divoké zvíře – vím, že dovede běhat. Ale nechápu, jak dokáže drak létat s větrem a oblaky a vystupovat do nebe. Dnes jsem spatřil Lao-c' – myslím, že je roven draku.“
V roce 520 př. n. l. byl Lao z úřadu propuštěn, snad kvůli zapojení do dynastického sporu, který v té době propukl. Od té doby se prý toulal a nebylo o něm nic známo. Těsně před odchodem měl sepsat svůj slavný spis. S'-ma Čhien reprodukuje legendu, že když Lao při odchodu z Čou dorazil na vodním buvolovi k hranicím státu Čou, strážce průsmyku Jin Hin mu řekl: „Pane, vidím, že chceš odejít do samoty; kvůli sobě samému tě prosím, ulož své myšlenky do nějaké knihy.“ A Lao-c' napsal knihu o dvou dílech a pěti tisících slovech, která pojednává o tao a ctnosti, neboli Tao Te ťing, základní knihu taoismu.. Potom se definitivně ztratil z historie. Podle S'-ma Čchiena nicméně zanechal několik potomků.
S'-ma Čchienův stručný životopis byl však mnohokráte kritizován. Podle Williama Boltze „neobsahuje prakticky nic, co by bylo prokazatelně faktické“.
Laovo učení se stalo dominantní ideologií čínské elity a vysoké kultury od třetího do šestého století. Během dynastie Tchang (618–907) císařská rodina prý zjistila, že její předkové sahají k Laovi. V 7. století bylo Laovo dílo přeloženo do sanskrtu. V roce 733 císař Süan-cung zařadil Tao Te ťing do „povinné literatury“ k císařským úřednickým zkouškám. V náboženském taoismu se recitace této knihy stala předepsanou zbožnou praxí a ústřední součástí obřadu. První překlad do angličtiny vznikl až roku 1868. Na západě se Lao stal populárním zejména ve 2. polovině 20. století, hlavně díky hnutí new age, především dílu Fritjofa Capry Tao fyziky z roku 1975. Z tradičních filozofů se k němu hlásil zejm. Karl Jaspers, pro nějž byl Lao „osovým filozofem lidských dějin“.

## Legendy
Od 2. století začaly vznikat Laovy hagiografie, plné různých legend. Podle jedné takové ho matka nosila 72 let v lůně, a proto měl již při narození šedé vlasy a plnovous, a odtud prý pramenila přezdívka „starý mistr“, již měl již od mládí.
Podle jiné legendy žil 200 let. Připisování dlouhověkosti moudrým mužům bylo ve staré Číně obvyklé. Taoistické mýty též uvádějí, že Lao byl počat, když jeho matka hleděla na padající hvězdu. Při porodu se jeho matka prý opírala o švestku, proto se prý také jmenoval Li, což znamená právě „švestka“.
Taoisté rovněž tvrdí, že se Lao vtělil do několika historických osobností, aby posílil moudrost světa, velmi často je za takovou jeho inkarnaci označován Buddha. Nešlo však ze strany taoistů jen o vyjádření úcty k Buddhovi a synkretismus, také šlo o druh propagandistické války, kde cílem bylo ukázat, že buddhismus je jen podřadný druh taoismu. Z tohoto důvodu musely například císařské úřady ve 3. století zakázat šíření knihy Lao-c' chu-chua-ťing (Laovo obrácení barbarů), která právě s tvrzením o totožnosti Laa a Buddhy pracovala, a jíž se buddhisté cítili uraženi. Jeho inkarnací bylo dle legend celkem třináct, přičemž při poslední měl žít 990 let.

## Učení
Stejně jako u většiny ostatních starověkých čínských filozofů Lao často vysvětluje své myšlenky paradoxem, analogií, přivlastňováním starověkých výroků. Používá refrénovitost, symetrii, rýmy a udržuje rytmus.
Klíčový koncept tao Lao-c' označuje za zdroj veškeré existence, kořen všech věcí. Tao je neviditelné, mocné, ale nikoli transcendentní. Je tiché a pokorné, nic po člověku nežádá, nezadává mu žádný úkol jako bůh. Lao zdůrazňuje, že lidé mají svobodnou vůli a jsou tak schopni změnit svou vlastní podstatu. S tao jsou však v neustálém kontaktu svými činy a ovlivňují ho jimi. Mnoho lidí jedná „nepřirozeně“, což narušuje přirozenou rovnováhu tao. Lao chce vést studenty k návratu do přirozeného stavu v souladu s tao, do klidného stavu wu wei bez touhy. Wu wei (無為) lze přeložit jako „nedělat nic“, „nenutit“, „nejednat“, „nic nehrát“, „vytvářet nicotu“, „jednat spontánně“ nebo „plynout s okamžikem“. Kevin Burns uvádí, že princip wu wei nelze chápat jako nečinnost, ale „jako snahu nedělat nic, co by bylo v rozporu s přírodou“.
Kriticky se Lao vyjadřuje o jazyku. Považuje ho za nevyhnutelně pokřivený a umělý, což manifestuje paradoxy, které mají žákům naznačit, jak je marné se pokoušet s pomocí jazyka popsat podstatu. Také technologii Lao nevěří, může přinést jen falešný pocit pokroku, soudí. Až cynicky působí „politologické“ pasáže Tao te ťingu, v nichž mistr nabádá vůdce a krále, aby udržovali svůj lid v nevědomosti. Někteří však namítají, že tyto pasáže mohou mít i metafyzický význam. Lao se na vládce také obrací s určitými etickými nároky, které jsou analogem stavu wu wei u jedince na duchovní cestě: dobrý vládce se vyhýbá válkám, tvrdým zákonům a vysokým daním, zdůrazňuje Lao.